# Toxoscelus griseovariegatus
Toxoscelus griseovariegatus (лат.) — вид жуков-златок рода Toxoscelus из подсемейства Agrilinae.

## Распространение
Ориентальная область: Филиппины, Leyte Island, Mt. Balocaue (Balocawe).

## Описание
Златки мелкого размера. Самцы: 6,1 мм (ширина 2,2 мм). Самки неизвестны. Покровы чёрные, слабо блестящие со слабыми зеленоватыми или голубоватыми отблесками на голове и переднеспинке; вентриты также со слабыми зеленоватыми или голубоватыми отражениями сбоку со слабыми воздушными отражениями медиально, особенно на 1-м и 2-м вентритах брюшка; надкрылья преимущественно серо-зеленые с неправильным рисунком черных фасций; дорсальная поверхность сильно пунктирована, голова и переднеспинка на участках бороздчатые; вентральная поверхность более мелко пунктирована, вентриты брюшка со слабыми косыми штрихами.

## Систематика
Сходен с Toxoscelus actenodes, но отличается таким признаком как то, что верхняя поверхность в основном серая, прерванная узкими чёрными отметинами надкрылий. Вид был впервые описан в 2011 году американским энтомологом Чарльзом Беллами (1951—2013) и его японским коллегой Sadahiro Ohmomo (Япония).